# Friday the 13th: The Game
『Friday the 13th: The Game』は、IllFonicが開発し、Gun Mediaより発売されたWindows・PlayStation 4・Xbox One・Nintendo Switch向けのサバイバルホラーゲーム。パラマウント・ピクチャーズが版権を所有するホラー映画『13日の金曜日』シリーズを原作としている。
日本のPlayStation 4版の発売日は「13日の金曜日」となる2018年7月13日かとの推測もあったが、結果的に翌月の8月2日に発売された。一方、欧米のNintendo Switch版の発売日は2019年8月13日だが、金曜日ではなく火曜日である。
2023年12月31日、『13日の金曜日』とのライセンス契約終了に伴い、ナツメアタリは日本におけるPlayStation 4版とNintendo Switch版の販売を終了、2024年12月31日にオンラインプレイを終了した。

## 概要
1人のプレイヤーが殺人鬼ジェイソン・ボーヒーズを操作し、残りのプレイヤーたちがクリスタルレイクのキャンプ場の指導員を操作する非対称型対戦アクションゲーム。オープンワールドの要素もあり、プレイヤーはキャンプ場の奥まで進むことができる。
本作は、2015年半ばにIllFonicが開発していた『Slasher Vol. 1: Summer Camp』をより発展させたものである。
Gun Mediaはこの映画を題材としたゲームを作る許可を得るため、原作映画の監督を務めた事のあるショーン・S・カニンガムに連絡し、話し合いの末、許諾を得た。
その後、KickstarterとBackerKitでのクラウドファンディングにより200万ドルを超える資金を集め、『ギネス世界記録』ゲーマー編2018年版に「クラウドファンディングで最高額を集めた映画原作のビデオゲーム」として取り上げられた。
また、本作にはゲームエンジンとしてUnreal Engine 4が採用されている。

## システム
本作はホラー映画『13日の金曜日』シリーズを題材とした、半オープンワールド のサードパーソン・サバイバルホラーゲームであり、1980年代半ばのクリスタルレイクにあるキャンプ場を舞台としている。
本作は非対称型対戦アクションゲームでもあり、最大8人までが同時に遊ぶことができる。このうち1人がジェイソンを操作し、できるだけ多くの指導員たちを殺すという目標が課せられる。
ジェイソンは、指導員(カウンセラー)の位置を察知したり任意の場所へテレポートするなどの特殊能力がある。ただし、ジェイソンが指導員の近くにテレポートした場合、指導員役のプレイヤーの画面にノイズが入るため、相手に気付かれてしまうこともある。
また、ゲームを進めると映画シリーズに登場した様々な姿のジェイソンを選択できるようになり、それぞれ能力が異なる。例えば『13日の金曜日 PART2』に登場したジェイソンは布袋を被っており、走る速度が速いという利点がある。また、シリーズ後期作に登場したジェイソンは走ることができないものの、素早く水中を泳ぐことができる。
投げナイフを使えたり、カウンセラーを掴むと一撃で退場させることが出来る。
残りのプレイヤーたちは指導員たちを操作し、乗り物を修理してキャンプ場から脱出するか、電話を修理した上で警察に通報して保護してもらうか、ジェイソンを殺害するか、またはジェイソンから逃げ切るかによってゲームクリアとなる。ただし、逃げ切る以外のクリア条件は、いずれも順序立てて行う必要があり、他のプレイヤーたちとの協力が前提となっている。
また、『PART4 完結編』『新13日の金曜日 PART5』『PART6 ジェイソンは生きていた!』に登場したトミー・ジャーヴィスは、生存しているプレイヤーが無線で呼ぶと、死亡または脱出してゲームを終えたプレイヤーが使うことが可能である。
指導員役のプレイヤーは、10人以上のキャラクターの中から1人を選んで操作する。各指導員の性格や特性はプレイヤーキャラクターとしてのパラメーターに反映されており、例えばジョックであるブランドン・ウィルソンは身体能力が高い反面、修理や隠密性のパラメーターが低く設定されている。
カウンセラー達はナイフが無いと掴まれたら即退場させられる。銃でジェイソンには攻撃出来るが、無敵なので時間稼ぎにしかならない。
発売後のアップデートでは、『PART3』に登場したシェリーをはじめとする原作映画の登場人物も指導員として追加された。
『PART7 新しい恐怖』『PART8 ジェイソンN.Y.へ』『ジェイソンの命日』でジェイソンを演じたケイン・ホッダーが、本作においてもジェイソンを演じており、ホッダーはジェイソンのモーションキャプチャーやスタント指導も兼任している。また、『PART6 ジェイソンは生きていた!』でトミーを演じたトム・マシューズも同じ役で本作に出演しているほか、『PART3』でシェリーを演じたラリー・ゼーナーも同じ役で出演している。
2017年6月21日のアップデートでは、Mitch MurderによるチップチューンアレンジされたBGMが収録されたほか、ジェイソンや指導員のスキンが追加された。新しく追加された「レトロ・ジェイソン」スキンは、1989年にリリースされたNES向けソフト『Friday the 13th』に登場するジェイソンを基にしたものである。
発売された当初、指導員役のプレイヤーはボイスチャットでコミュニケーションをとる必要があったが、2017年8月29日の大型アップデートによりエモート機能が導入された。これにより、ボイスチャットを利用できないプレイヤーでも、キャラクターの身振り手振りを通じたコミュニケーションをとることができるようになった。

### シングルモード
2017年12月20日（海外で発売されたPS4版は12月18日）のアップデートではジェイソンを操作するシングルモードが追加された。
このモードは、コンピュータが操作する指導員の人数（1人から7人）や3段階の難易度を設定でき、操作の練習やマップ構成の把握に役立つとされている。難易度が高いほど、指導員はジェイソンに対して警戒し続け、攻撃的な態度を強める。

### チャレンジモード
2018年5月24日に追加されたシングルプレイヤー向けのモード。
10段階のチャレンジが用意してあり、チャレンジ毎に要求される課題を達成した上でチャレンジをクリアすると、新エモートが解禁される。

## 登場人物
ジェイソン・ボーヒーズ
連続殺人鬼。奇形の顔をマスクで隠した大男。
プレイアブルキャラクターとしては『PART2』『PART3』『PART4 完結編』『PART6 ジェイソンは生きていた!』『PART7 新しい恐怖』『PART8 ジェイソンN.Y.へ』『ジェイソンの命日』に登場した際の姿のジェイソンを使用できる。
初回予約特典者のみ、『13日の金曜日』シリーズで特殊メイクを務めたトム・サヴィーニがデザインを手掛ける『Tom Savini Custom Jason』も、プレイアブルキャラクターとして使用できる。
また、「バーチャルキャビン」にて少年時代のジェイソンや『ジェイソンX』でのジェイソンが登場する。
ロイ・バーンズ
ジェイソンの模倣犯。『新13日の金曜日 PART5』に登場した。プレイアブルキャラクターとして使用できる。
パメラ・ボーヒーズ
日本語版声優 - 松本梨香
ジェイソンの母親。ミイラ化した頭部がジェイソンハウスに保管されている他、ジェイソンの幻聴や、音声記録の「パメラテープ」に登場する。
彼女のセーターは女性キャラクターのみ着ることができ、一度だけパメラのふりをしてジェイソンを惑わすことができる。
アリス・ハーディー
映画1作目『13日の金曜日』のヒロイン。『PART2』にてジェイソンに殺された。本作ではパメラの頭部の近くに死体が置かれている。
ロブ・ダイアー
紺色のシャツを着た白人の青年。『PART4 完結編』に登場した、ジェイソンへの復讐に燃える男。
映画ではトミーの家の地下でジェイソンに殺されたが、本作では毎回ゲーム開始時のムービーで最初にジェイソンに殺されるやられ役。
トミー・ジャーヴィス
日本語版声優 - 矢尾一樹
ジェイソンを三度倒した男。映画版『PART4 完結編』『新13日の金曜日 PART5』『PART6 ジェイソンは生きていた!』の主人公。本作では『PART6 ジェイソンは生きていた!』の姿で登場する。
ステージ内の無線機で助けを呼んだ状態で脱出、もしくは死亡したカウンセラーが2名以上になると、オブザーバーモード状態のプレイヤーの中から抽選されたプレイヤーがトミーとなって操作することができる、いわばお助けキャラ的存在。全ての能力が最大値の10であり、初期装備としてショットガン、アイテムはポケットナイフ、救急スプレーを1個ずつ所持している。一定の条件を満たすと、ジェイソンを倒す「ジェイソンキル」を決めることができる。
ジャーヴィス医師
日本語版声優 - 福間竣兵
トミーの父親。音声記録の「トミーテープ」にのみ登場する。

### キャンプカウンセラー
ケニー・リーデル
カウンセラーのリーダー。赤いチェック柄のシャツと短パンを着用した、髭の目立つ白人の青年。
すべての能力が5と平均値で、長所も短所もない万能カウンセラー。
デボラ・キム
大きなメガネを掛けたアジア系の若い女性。白いセーターとジーンズを着用した地味な服装。
落ち着き、ステルス性能に秀でており、修理速度は最大の10。一方でそれ以外の能力が低く、特に攻撃力と運がとても低いため戦闘は大の苦手であり、移動速度やスタミナも高くないためジェイソンに追い回された際の打開が難しい。
ティファニー・コックス
白人の若い女性。露出度が異様に高い服を着ている。
走る速度、スタミナ、ステルス性能に秀でているがそれ以外の能力が極端に低い。ジェイソンから逃げる能力に特化している。
A.J. メイソン
日本語版声優 - 衛藤美彩（乃木坂46）
パンクファッションの若い白人の女性。髪を部分的に紫に染めている。
落ち着き、修理の速度に秀でており、特にステルス性能は全カウンセラー中トップの10を誇る。その反面、デボラ同様攻撃力と運が極端に低く、移動速度やスタミナも低いためジェイソンに追い回されると厳しい。
ヴァネッサ・ジョーンズ
日本語版声優 - 野口衣織（=LOVE）
ジャージを着た黒人の若い女性。
走る速度、スタミナ、運に秀でているが、ステルス性能、修理の速度、落ち着きが極端に低い。全カウンセラー中トップの移動速度とスタミナを活かしたジェイソンからの逃走能力が売り。
ジェニー・マイヤーズ
日本語版声優 - 佐々木舞香（=LOVE）
『PART3』のヒロインであるクリスと服装や髪型が酷似している白人の若い女性。
落ち着きと運が秀でており、修理の速度、スピード、攻撃力が極端に低いがそれ以外の能力は平均的。
エリック・'J.R.'・ラチャッパ
日本語版声優 - 蕪祐典
肥満体型の白人の青年。
デボラと似たようなステータスを持ち、修理の速度とステルス性能が秀でているが移動速度とスタミナが極端に低く、ジェイソンからの逃走を最も苦手とする。一方で攻撃力と運が上がっているため戦闘力はデボラを上回る。
ブランドン・'バグジー'・ウィルソン
筋肉質な黒人の青年。
走る速度、スタミナに秀でており、攻撃力は全カウンセラー中トップの10と身体能力が非常に高い反面、それ以外の能力が極端に低い。特に運が低いため武器が壊れやすく、ジェイソンとの長期戦は苦手。
アダム・バロミノ
筋肉質な白人の青年。チャレンジモードではメイソンやティファニーとセックスするなど、モテる様子。
運、スタミナ、ステルス性能以外は総じて高い能力を持つ万能カウンセラー。
チャド・ケンジントン
金持ちの親をもつ白人の青年。マザーコンプレックス。ゲーム開始時に必ず彼の驚き顔が映る。
運が全カウンセラー中トップの10で、走る速度、ステルス性能にも秀でているが、それ以外の能力が極端に低い。運と移動速度が高いため、ジェイソンを攻撃することを得意とするカウンセラー。
ビクトリア・スターリング
パジャマ姿の若い白人女性。真珠のネックレスを首に掛けている。
運、スタミナ、ステルス性能に秀でているが、それ以外の能力が極端に低い。運とスタミナを活かした殴り合いが得意。
ミッチ・フロイド
映画版『PART3』に登場したシェリーの友人の1人。ジャンキー。発電機に放り投げられ、感電死した。
本作ではカウンセラーとして使用可能。修理速度と落ち着きに秀でている修理向きのカウンセラー。
フォックス
本名不明の女性。バイカー。映画『パート3』にて登場し、ジェイソンにピッチフォークで喉を刺し貫かれ納屋の梁に磔にされた。
本作ではカウンセラーとして使用可能。アダムと同様、全体的に隙のない能力を持つ万能カウンセラー。
シェルドン・フィンケルシュタイン（シェリー）
ジェイソンにホッケーマスクを奪われ殺された青年。愛称はシェリー。映画版『PART3』に登場する。
本作ではカウンセラーとして使用可能。ステルスと攻撃力に秀でているが、運が最低の1であるため戦闘は苦手。移動速度やスタミナも決して高くはない。

## 開発
2015年、IllFonicはフォレストグリーンキャンプ場を舞台とした、『Slasher Vol. 1: Summer Camp』というタイトルのゲームの開発を始めており、Gun Mediaから発売される予定であることを明かした 。
『13日の金曜日』シリーズ内で監督を務めたことのあるショーン・S・カニンガムは、Gun Mediaから『13日の金曜日』のゲーム化作品が出るということを話していた。
ショーン（・カニンガム）が2015年初頭に私たちのところへ来たんですが、許諾を得ようとすることが作品そのものと同じくらい重要であるため、我々はただの仕事上の話にとどまらないとすぐにわかりました。まったくもって違いましたよ。ショーンとの会話は互いにたたえ合う関係を築き、お互いの作ったものをリスペクトするというものでした。彼は我々がどれだけ『13日の金曜日』という作品に情熱を注いでいるかをすぐに理解し、数か月に渡る、すばらしい会議をした後、我々は『13日の金曜日』のゲーム化権を手に入れ、Slasher Vol. 1: Summer CampをFriday the 13th: The Gameに昇華させることを決めました。驚くべきことに、ショーンは我々に『13日の金曜日』をゲーム化する権利を下さったのです。
（Sean [S. Cunningham] came to us in early 2015, but we quickly discovered these weren't the normal business conversations you would have when you try to secure a license as important as Friday the 13th. It was totally different. It was a conversation built on mutual admiration and respect for what each had created. Sean immediately noticed the passion we had for Friday the 13th, and after several incredible meetings over the next few months, we decided to upgrade our plans for Summer Camp and embrace the Friday the 13th video game license. After several incredible meetings over the next few months, Sean surprised us by offering the Friday the 13th video game license.）
本作のエグゼクティブディレクター兼プロデューサーのランディ・グリーンバックは、 BackerKitとKickstarterにてゲーム開発に必要な資金を募った。その結果、BackerKitでは18,068人から US$422,866集まり、 Kickstarter では12,128人からUS$823,704.20集まり、合計で US$1,246,570.20集まり、集まった額は95番目に大きなものとなった。
2015年10月13日、"Slasher Vol. 1: Summer Camp"が"Friday the 13th: The Game"に発展することが明らかにされ 、同日Gun MediaのYoutubeチャンネルから本作のトレーラーが投稿されたほか、10月31日にはハリー・マンフレディーニがハロウィーン祝いとして、Gun MediaのYoutubeチャンネルから本作の楽曲制作の様子を写した動画を投稿した。
11月4日、Gun Mediaはプレアルファ版のゲーム内フィールドのフライスルー動画を公開した。
11月10日には、IllFonicがGun MediaのYoutubeチャンネルから、ジェイソンの3Dモデリングを含む作業風景を収録した動画を投稿した。
2016年2月25日、指導員役のモーションアクターを務めるタラ・ペイジとライアン・スターツ（Ryan Staats）が、ジェイソン役のケイン・ホッダーとともにデジタル・ドメインにてモーションキャプチャーをする様子を記録した映像がGun MediaとIllFonicによって公開された。
この映像は、ホッダーの演技がそのままジェイソンの3Dモデルの動きにリアルタイムで変換される様子を記録しており、投稿されて間もなくホラー映画制作会社ブラッディ・ディスガスティングによって再投稿された。
2016年1月に開かれたPAX Southでは、Gun MediaとIllFonicによって本作のアルファ版フッテージやジェイソンの攻撃モーションが公開され 、同年6月に開かれたE3 2016では試遊版が出展された。
同年9月2日に開かれたPAX Westに向けて公開されたトレーラーでは、ジェイソンが指導員たちを殺害していく様子が紹介され、ジェイソンの動きはトム・サヴィーニがデザインしたものである。
本作は今年の秋に発売される予定だったが、マルチプレイヤーモードのみを実装した状態で2017年5月26日に発売され、1人用のモードについては同年第3四半期に発売されることが決定した。
2017年8月2日、Gun MediaとIllFonicは本作のパッケージ版を同年10月13日に発売することを発表した。パッケージ版はPlayStation 4/Xbox Oneに対応する予定であり、主に北米に向けて発売される予定である。
Gun Mediaは2017年夏に1人用モードの追加を予定していたが 、後述するチームキル問題解決のために予定を延期した。
なお、プレイヤーがジェイソンを操作するシングルモードは2017年12月20日（海外で発売されたPS4版は12月18日）のアップデートで追加された。
2018年6月23日、権利問題の発生により、コンテンツの製作と配信が停止した。

### チームキルおよびチキンプレイ対策
本作は生死をかけた過酷な環境を作り出すべく、指導員間の殺し合いを誘発する仕掛けが施された。例えば、指導員役のプレイヤーはショットガンで撃たれたり、車に跳ねられても死亡する。また、脱出用の車両は指導員全員を乗せられるほどの席数がないため、やむを得ず仲間のうちの誰かを殺さざるを得ない状況も発生する。
だが、開発側の意図に反し、指導員役のプレイヤーがジェイソン役のプレイヤーと共謀して他の指導員を殺害するといった、ゲームの面白さを削ぐような事態が相次ぎ、指導員同士の殺し合いに関する苦情が開発者の元に多数寄せられた。
2017年7月、Gun Mediaはガイドラインを公開し、指導員役のプレイヤーがジェイソン役のプレイヤーと共謀して仲間の指導員を殺したり、ジェイソンの居場所まで仲間の指導員を誘導するといった行為を禁ずることを明らかにした。これらの行為をした場合、プレイヤーの通報によってアカウント停止の処分が下される。同様に、2017年8月29日の大型アップデートでは、指導員同士の殺し合いによるトラブル対策として、パブリックマッチにおいて他の指導員役のプレイヤーをショットガン等の武器で負傷させることができなくなった。ただし、わざと車の前に立って通路をふさぐといった悪用を防ぐため、罠や車両によるダメージはこれまで通り有効で、獲得経験値は1人殺すごとに「-1000」となる。。
また、お助けキャラクターであるトミー・ジャーヴィスを使えるようになったプレイヤーが、他の仲間を差し置いて1人でキャンプ場から脱出したり、仲間を囮にするといった事態も発生している。この問題への解決策として、2017年10月26日のアップデートでは、トミーが仲間の前で自ら進んでジェイソンの囮になったり、死亡した時に経験値が付与されるといった仕様や演出の変更が施された。

### 音楽
原作映画の音楽を手掛けたハリー・マンフレディーニが本作の音楽も担当している。
本作のサウンドトラックCDにはコンセプトアートとライナーノーツも付属する予定である。
開発期間中、Gun Mediaは本作のサウンドトラックから2曲分を公開しており、うち一つは2015年11月9日に"Harry Manfredini Full Track - 01"として、そしてもうひとつは2016年5月14日に"Harry Manfredini Full Track - 02"としてそれぞれ公開している。
2016年のペニーアーケードエキスポの予告編では、クレイジー・リックスの"Killer"という楽曲が使われたほか、同年9月2日に公開された別の予告編では、クレイジー・リックスの"XIII"が用いられていた。

### バーチャルキャビン
2016年6月30日、IllFonicは制作インタビューやフッテージ、"Virtual Cabin"と呼ばれるストックを完成させるために3D開発日誌のプレオーダーが行われた。
このキャビンの中には、キャラクターや知覚についての情報やイースターエッグなどが入っている。
2016年6月17日には、ジェイソンの部屋（"Jason Room"）と呼ばれるコーナーが開設されたほか、同年8月12日には、指導員についての情報をまとめたコーナーも公開された。
2017年12月20日のアップデートでは、強化版である「Virtual Cabin 2.0」が追加された。

### 日本語版
2018年春、ナツメアタリ株式会社は自社のインディーズゲーム向けブランド「七福神」にて、本作のPS4日本語版を同年夏の13日の金曜日に配信予定であることを明らかにした。その後、発売日が2018年8月2日に変更された。
ジェイソンの母であるパメラ・ボーヒーズ役には松本梨香が起用された。松本は自身の役について「割とおとなしく語る感じのお母さん」としており、「少し考え方が偏っているため他人から見たら疑問を抱かれるような人物だが、彼女の中ではしっかり筋が通っているため、セリフの語尾をしっかり言うようにした」とファミ通とのインタビューの中で振り返っている。
松本は「息子にかかわるものすべてから守る中で、その感情が狂気に変わるという感覚を意識しながら演技し、演技中は息子に対する愛しか考えなかった。」と述べ、台本を読みながら感情移入するときは憑依されているようで怖かったとも振り返っている。
青年時代のトミー・ジャーヴィスの役は矢尾一樹が務めた。当初は少年時代のトミーの声も矢尾が担当する予定だったが、矢尾本人が収録直前に辞退し、少年時代のトミーの声はパメラ役の松本が兼任した。松本は少年時代のトミーの台本を読んで少し切なくなったとファミ通とのインタビューの中で述べており、すごくまっすぐな少年を意識して演じたと振り返っている。
指導員役のうち、ヴァネッサ役には声優ユニット=LOVEの野口衣織が、ジェニー役には同じく=LOVEの佐々木舞香がそれぞれ起用された。ヴァネッサ役の野口はゲーム実況を通じて本作を知っており、多くのゲーム実況者が利用するヴァネッサの役を演じることができて光栄だったとファミ通とのインタビューの中で述べている。また、野口は「収録の前に、オリジナル版のダメージ音声を聞いて練習することになっているが、ヴァネッサのダメージ音声にはうめき声などに嗚咽が入るため、『オエッ!』とやりながら練習していたら自分も気持ち悪くなってしまい、本当に大変だった」とも振り返っている。
ジェニー役の佐々木は自身の役について、「キャラクター表には『リーダーシップを持つクールな少女』という記述があったが、実際の台本ではほとんど叫んでばかりでクールな部分はあまり表現されていなかった。普段は相手に対してきつい態度をとるが、いざとなると死にたくないあまりに焦ってしまうタイプのキャラクターだった。」と述べ、自分の性格と異なる役を演じるのは難しかったとファミ通とのインタビューの中で振り返っている。佐々木はパメラ役の松本に「感情を入れて叫ぶ」方法について相談した際、「想像力が大事」というアドバイスを受け、松本からのレッスンも受けた。佐々木は松本のレッスンの効果は大きく、本作の収録でも役立てることができたとファミ通とのインタビューの中で振り返っている。また、佐々木は難しかった点としてオリジナル版とPS4日本語版のセリフの長さの違いを挙げており、「長いセリフだと、英語版のセリフが終わるタイミングがわからなくなり、台本のどの部分を読んでいるのかわからなくなった」と振り返っている。
発売から2ヶ月後の2018年10月9日、ナツメアタリの公式Twitterにおいて、日本語版の運営サービスが株式会社七福神からナツメアタリ株式会社に移管されたことが発表され、公式サイト、公式Twitterアカウントもそれに伴い変更された。その新サイトにおいて、海外版には実装されているが日本語版には未実装であるシングルプレイ等を含むアップデート、DLCの配信準備が進行していることが公式に発表された。

## 評価
発売後、Metacriticには6件の批評が寄せられ、スコアは100点満点中61点で、"mixed or average"という判定が出た。
IGNのデーモン・ハットフィールドはジェイソンでのプレイに関しては評価していた一方、指導員でのプレイは楽しいけどバグのせいで雰囲気が台無しになりかけているという評価を下した。
ポリゴンは本作について「表面上は原作映画のレベルに達しているように見えるが、原作映画の精神までは受け継がれていない」と評した。
GameSpotのピーター・ブラウンは、本作の非対称性について評価し、ジェイソンでのプレイは期待通りとした一方、「仲間内で遊ぶのはまだいいが、自宅で知らない人とオンライン対戦をしたいと思った場合は10分間待たなければならず、最悪の場合何日も遊べないこともある」と述べ、断続的に遊べない状況に陥る点について指摘した。また、ブラウンは、マップやアニメーションの不足、不安定なフレームレート、そして不十分な衝突判定が本作の未完成さを物語っていると述べた。
ファミ通のBRZRKは、「逃げるか死ぬかの単純なゲームだが、原作ファンや『Dead by Daylight』が好きな人はすぐに楽しめると思う」と評しつつも、「ジェイソン側のプレイヤーと共謀するなどして、仲間の指導員を殺害するプレイヤーもいるため、ゲームがつまらなくなってしまうことがある。それも含めて楽しめそうな人は買ってみてはどうか」と述べている。
ライターのマフィア梶田は4Gamer.netに寄せた記事の中で「慣れるまではジェイソンがただ殺すだけのゲームになりがちだが、慣れてくると指導員側でのプレイで恐怖に浸れるところが魅力的である。」と述べ、シネマゲームの傑作と言っても過言ではないと評した。
2017年8月の時点で、本作の全プラットフォームにおけるダウンロード数が180万回をこえた。

### 受賞
- ゴールデンジョイスティックアワード 2017 ベストインディーズゲーム - 受賞[62]